# Fußball-Weltmeisterschaft 2002/Gruppe A
| Pl. | Land       | Sp. | S | U | N | Tore    | Diff. | Punkte |
| --- | ---------- | --- | - | - | - | ------- | ----- | ------ |
| 1.  | Dänemark   | 3   | 2 | 1 | 0 | 005:200 | +3    | 07     |
| 2.  | Senegal    | 3   | 1 | 2 | 0 | 005:400 | +1    | 05     |
| 3.  | Uruguay    | 3   | 0 | 2 | 1 | 004:500 | −1    | 02     |
| 4.  | Frankreich | 3   | 0 | 1 | 2 | 000:300 | −3    | 01     |

Gruppe A der Fußball-Weltmeisterschaft 2002:

## Frankreich – Senegal 0:1 (0:1)
| Frankreich                                                   | Frankreich | Senegal | Senegal |
| ------------------------------------------------------------ | --- | --- | ------- |
| Frankreich                                                   | \| 1. Spieltag \| \| 31. Mai 2002 um 20:30 Uhr in Seoul (Seoul-World-Cup-Stadion) \| \| Zuschauer: 62.561 \| \| Schiedsrichter: Ali Bujsaim ( Vereinigte Arabische Emirate) \| \| Spielbericht \|                                                              | \| 1. Spieltag \| \| 31. Mai 2002 um 20:30 Uhr in Seoul (Seoul-World-Cup-Stadion) \| \| Zuschauer: 62.561 \| \| Schiedsrichter: Ali Bujsaim ( Vereinigte Arabische Emirate) \| \| Spielbericht \| | Senegal |
| Frankreich                                                   | Fabien Barthez – Lilian Thuram, Marcel Desailly , Frank Leboeuf, Bixente Lizarazu – Patrick Vieira, Emmanuel Petit – Sylvain Wiltord (81. Djibril Cissé), Youri Djorkaeff (60. Christophe Dugarry), Thierry Henry – David Trezeguet Cheftrainer: Roger Lemerre | Tony Sylva – Ferdinand Coly, Lamine Diatta, Pape Malick Diop, Omar Daf – Aliou Cissé – Moussa N’Diaye, Salif Diao, Papa Bouba Diop, Khalilou Fadiga – El Hadji Diouf Cheftrainer: Bruno Metsu     | Senegal |
| Frankreich                                                   | 0:1 Papa Bouba Diop (30.) | | Senegal |
| Frankreich                                                   | Petit (45.+2') | Cissé (51.) | Senegal |
| Frankreich                                                   | Spieler des Spiels: El Hadji Diouf (Senegal) | | Senegal |
| 1. Spieltag                                                  | | |         |
| 31. Mai 2002 um 20:30 Uhr in Seoul (Seoul-World-Cup-Stadion) | | |         |
| Zuschauer: 62.561                                            | | |         |
| Schiedsrichter: Ali Bujsaim ( Vereinigte Arabische Emirate)  | | |         |
| Spielbericht                                                 | | |         |

## Uruguay – Dänemark 1:2 (0:1)
| Uruguay                                                         | Uruguay | Dänemark | Dänemark |
| --------------------------------------------------------------- | --- | --- | -------- |
| Uruguay                                                         | \| 1. Spieltag \| \| 1. Juni 2002 um 18:00 Uhr in Ulsan (Ulsan-Munsu-Fußballstadion) \| \| Zuschauer: 30.157 \| \| Schiedsrichter: Saad Kamil Al-Fadhli ( Kuwait) \| \| Spielbericht \|                                                                                    | \| 1. Spieltag \| \| 1. Juni 2002 um 18:00 Uhr in Ulsan (Ulsan-Munsu-Fußballstadion) \| \| Zuschauer: 30.157 \| \| Schiedsrichter: Saad Kamil Al-Fadhli ( Kuwait) \| \| Spielbericht \|                                                                                      | Dänemark |
| Uruguay                                                         | Fabián Carini – Gustavo Méndez, Gonzalo Sorondo, Paolo Montero , Darío Rodríguez (87. Federico Magallanes) – Gustavo Varela, Pablo García, Gianni Guigou – Álvaro Recoba (80. Mario Regueiro) – Darío Silva, Sebastián Abreu (88. Richard Morales) Cheftrainer: Víctor Púa | Thomas Sørensen – Thomas Helveg, Martin Laursen, René Henriksen, Jan Heintze (57. Niclas Jensen) – Stig Tøfting, Thomas Gravesen – Jon Dahl Tomasson – Dennis Rommedahl, Ebbe Sand (88. Christian Poulsen), Jesper Grønkjær (70. Martin Jørgensen) Cheftrainer: Morten Olsen | Dänemark |
| Uruguay                                                         | 1:1 Rodríguez (46.) | 0:1 Tomasson (45.) 1:2 Tomasson (82.) | Dänemark |
| Uruguay                                                         | Méndez (25.) | Heintze (34.), Laursen (51.) | Dänemark |
| Uruguay                                                         | Spieler des Spiels: Jon Dahl Tomasson (Dänemark) | | Dänemark |
| 1. Spieltag                                                     | | |          |
| 1. Juni 2002 um 18:00 Uhr in Ulsan (Ulsan-Munsu-Fußballstadion) | | |          |
| Zuschauer: 30.157                                               | | |          |
| Schiedsrichter: Saad Kamil Al-Fadhli ( Kuwait)                  | | |          |
| Spielbericht                                                    | | |          |

## Frankreich – Uruguay 0:0
| Frankreich                                                   | Frankreich | Uruguay | Uruguay |
| ------------------------------------------------------------ | --- | --- | ------- |
| Frankreich                                                   | \| 2. Spieltag \| \| 6. Juni 2002 um 20:30 Uhr in Busan (Busan-Asia-Main-Stadion) \| \| Zuschauer: 38.289 \| \| Schiedsrichter: Felipe Ramos ( Mexiko) \| \| Spielbericht \| | \| 2. Spieltag \| \| 6. Juni 2002 um 20:30 Uhr in Busan (Busan-Asia-Main-Stadion) \| \| Zuschauer: 38.289 \| \| Schiedsrichter: Felipe Ramos ( Mexiko) \| \| Spielbericht \| | Uruguay |
| Frankreich                                                   | Fabien Barthez – Lilian Thuram, Marcel Desailly , Frank Lebœuf (16. Vincent Candela), Bixente Lizarazu – Patrick Vieira, Emmanuel Petit – Sylvain Wiltord (90. Christophe Dugarry), Johan Micoud, Thierry Henry – David Trezeguet (81. Djibril Cissé) Cheftrainer: Roger Lemerre | Fabián Carini – Alejandro Lembo, Paolo Montero , Gonzalo Sorondo, Darío Rodríguez (72. Gianni Guigou) – Gustavo Varela, Pablo García, Marcelo Romero (71. Gonzalo De Los Santos) – Álvaro Recoba – Darío Silva (60. Federico Magallanes), Sebastián Abreu Cheftrainer: Víctor Púa | Uruguay |
| Frankreich                                                   | Petit (45.+2') | García (11.), Abreu (45.+2'), Romero (45.+3'), Silva (47.) | Uruguay |
| Frankreich                                                   | Henry (25.) | | Uruguay |
| Frankreich                                                   | Spieler des Spiels: Fabien Barthez (Frankreich) | | Uruguay |
| 2. Spieltag                                                  | | |         |
| 6. Juni 2002 um 20:30 Uhr in Busan (Busan-Asia-Main-Stadion) | | |         |
| Zuschauer: 38.289                                            | | |         |
| Schiedsrichter: Felipe Ramos ( Mexiko)                       | | |         |
| Spielbericht                                                 | | |         |

## Dänemark – Senegal 1:1 (1:0)
| Dänemark                                                     | Dänemark | Senegal | Senegal |
| ------------------------------------------------------------ | --- | --- | ------- |
| Dänemark                                                     | \| 2. Spieltag \| \| 6. Juni 2002 um 15:30 Uhr in Daegu (Daegu-World-Cup-Stadion) \| \| Zuschauer: 43.500 \| \| Schiedsrichter: Carlos Batres ( Guatemala) \| \| Spielbericht \|                                                                                                 | \| 2. Spieltag \| \| 6. Juni 2002 um 15:30 Uhr in Daegu (Daegu-World-Cup-Stadion) \| \| Zuschauer: 43.500 \| \| Schiedsrichter: Carlos Batres ( Guatemala) \| \| Spielbericht \|                                                                        | Senegal |
| Dänemark                                                     | Thomas Sørensen – Thomas Helveg, Martin Laursen, René Henriksen, Jan Heintze – Stig Tøfting, Thomas Gravesen (62. Christian Poulsen) – Jon Dahl Tomasson – Dennis Rommedahl (89. Peter Løvenkrands), Ebbe Sand, Jesper Grønkjær (50. Martin Jørgensen) Cheftrainer: Morten Olsen | Tony Sylva – Ferdinand Coly, Lamine Diatta, Pape Malick Diop , Omar Daf – Salif Diao – Moussa N’Diaye (46. Souleymane Camara, 83. Habib Beye), Pape Sarr (46. Henri Camara), Papa Bouba Diop, Khalilou Fadiga – El Hadji Diouf Cheftrainer: Bruno Metsu | Senegal |
| Dänemark                                                     | 1:0 Tomasson (16., Foulelfmeter) | 1:1 Diao (52.) | Senegal |
| Dänemark                                                     | Sand (7.), Tomasson (20.), Helveg (82.), Poulsen (84.) | Fadiga (10.), Diao (62.) | Senegal |
| Dänemark                                                     | Diao (80.) | | Senegal |
| Dänemark                                                     | Spieler des Spiels: Khalilou Fadiga (Senegal) | | Senegal |
| 2. Spieltag                                                  | | |         |
| 6. Juni 2002 um 15:30 Uhr in Daegu (Daegu-World-Cup-Stadion) | | |         |
| Zuschauer: 43.500                                            | | |         |
| Schiedsrichter: Carlos Batres ( Guatemala)                   | | |         |
| Spielbericht                                                 | | |         |

## Dänemark – Frankreich 2:0 (1:0)
| Dänemark                                                       | Dänemark | Frankreich | Frankreich |
| -------------------------------------------------------------- | --- | --- | ---------- |
| Dänemark                                                       | \| 3. Spieltag \| \| 11. Juni 2002 um 15:30 Uhr in Incheon (Incheon-Munhak-Stadion) \| \| Zuschauer: 48.100 \| \| Schiedsrichter: Vítor Melo Pereira ( Portugal) \| \| Spielbericht \| | \| 3. Spieltag \| \| 11. Juni 2002 um 15:30 Uhr in Incheon (Incheon-Munhak-Stadion) \| \| Zuschauer: 48.100 \| \| Schiedsrichter: Vítor Melo Pereira ( Portugal) \| \| Spielbericht \|                                                                                                 | Frankreich |
| Dänemark                                                       | Thomas Sørensen – Thomas Helveg, Martin Laursen, René Henriksen , Niclas Jensen – Christian Poulsen (76. Kasper Bøgelund), Stig Tøfting (79. Brian Steen Nielsen), Thomas Gravesen – Dennis Rommedahl, Jon Dahl Tomasson, Martin Jørgensen (46. Jesper Grønkjær) Cheftrainer: Morten Olsen | Fabien Barthez – Vincent Candela, Lilian Thuram, Marcel Desailly , Bixente Lizarazu – Claude Makélélé, Patrick Vieira (71. Johan Micoud) – Sylvain Wiltord (83. Youri Djorkaeff), Zinédine Zidane, Christophe Dugarry (54. Djibril Cissé) – David Trezeguet Cheftrainer: Roger Lemerre | Frankreich |
| Dänemark                                                       | 1:0 Rommedahl (22.) 2:0 Tomasson (67.) | | Frankreich |
| Dänemark                                                       | Poulsen (27.), Jensen (71.) | Dugarry (8.) | Frankreich |
| Dänemark                                                       | Spieler des Spiels: Zinédine Zidane (Frankreich) | | Frankreich |
| 3. Spieltag                                                    | | |            |
| 11. Juni 2002 um 15:30 Uhr in Incheon (Incheon-Munhak-Stadion) | | |            |
| Zuschauer: 48.100                                              | | |            |
| Schiedsrichter: Vítor Melo Pereira ( Portugal)                 | | |            |
| Spielbericht                                                   | | |            |

## Senegal – Uruguay 3:3 (3:0)
| Senegal                                                       | Senegal | Uruguay | Uruguay |
| ------------------------------------------------------------- | --- | --- | ------- |
| Senegal                                                       | \| 3. Spieltag \| \| 11. Juni 2002 um 15:30 Uhr in Suwon (Suwon-World-Cup-Stadion) \| \| Zuschauer: 33.681 \| \| Schiedsrichter: Jan Wegereef ( Niederlande) \| \| Spielbericht \|                                                                      | \| 3. Spieltag \| \| 11. Juni 2002 um 15:30 Uhr in Suwon (Suwon-World-Cup-Stadion) \| \| Zuschauer: 33.681 \| \| Schiedsrichter: Jan Wegereef ( Niederlande) \| \| Spielbericht \|                                                                                    | Uruguay |
| Senegal                                                       | Tony Sylva – Ferdinand Coly (63. Habib Beye), Lamine Diatta, Pape Malick Diop, Omar Daf – Papa Bouba Diop, Aliou Cissé , Alassane N’Dour (76. Amdy Faye) – Khalilou Fadiga – Henri Camara (67. Moussa N’Diaye), El Hadji Diouf Cheftrainer: Bruno Metsu | Fabián Carini – Alejandro Lembo, Paolo Montero , Gonzalo Sorondo (32. Mario Regueiro), Darío Rodríguez – Gustavo Varela, Pablo García, Marcelo Romero (46. Diego Forlán) – Álvaro Recoba – Darío Silva, Sebastián Abreu (46. Richard Morales) Cheftrainer: Víctor Púa | Uruguay |
| Senegal                                                       | 1:0 Fadiga (20., Foulelfmeter) 2:0 Papa Bouba Diop (26.) 3:0 Papa Bouba Diop (38.) | 3:1 Morales (46.) 3:2 Forlán (69.) 3:3 Recoba (88., Foulelfmeter) | Uruguay |
| Senegal                                                       | Camara (2.), Daf (4.), Coly (39.), Papa Bouba Diop (69.), Diouf (82.), Fadiga (87.), Beye (87.) | Romero (8.), Carini (19.), García (35.), Rodríguez (40.), Montero (82.) | Uruguay |
| Senegal                                                       | Spieler des Spiels: Papa Bouba Diop (Senegal) | | Uruguay |
| 3. Spieltag                                                   | | |         |
| 11. Juni 2002 um 15:30 Uhr in Suwon (Suwon-World-Cup-Stadion) | | |         |
| Zuschauer: 33.681                                             | | |         |
| Schiedsrichter: Jan Wegereef ( Niederlande)                   | | |         |
| Spielbericht                                                  | | |         |